# Temporada 1990 de la CART IndyCar World Series
La temporada 1990 de la CART IndyCar World Series fue la duodécima temporada de la Championship Auto Racing Teams, que consistió en 16 carreras y una carrera no puntuable, en Avondale, Arizona, el 8 de abril y concluyendo en Monterey, California, el 21 de octubre. El campeón de la PPG IndyCar World Series fue el piloto Al Unser Jr. y ganador de las 74.ª edición de las 500 Millas de Indianápolis fue el holandés Arie Luyendyk. El destacado Novato del Año fue el piloto norteamericano ex-Fórmula 1, Eddie Cheever.
Una vez más, se volvió a disputar una carrera fuera del campeonato, esta vez en Nazareth Speedway, el Desafío Marlboro en Nazareth, Pensilvania.

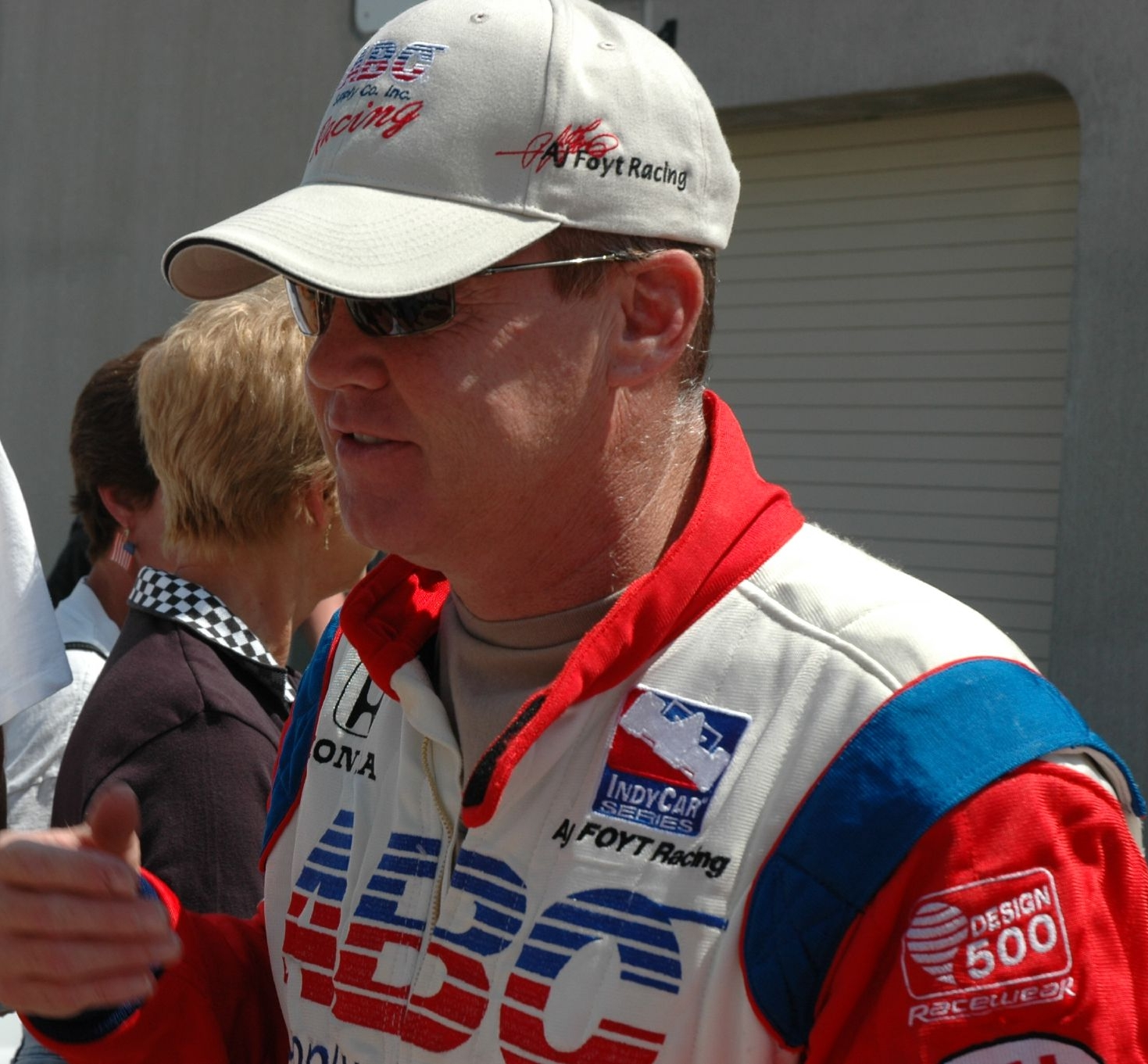
El hijo del legendario Al Unser, Al Unser Jr. Se coronó campeón de la temporada 1990 de la [CART IndyCar World Series.

## Equipos y pilotos
| Equip./Prop.             | Chasís      | Motor          | Neumáticos | Núm.  | Piloto (s)            |
| ------------------------ | ----------- | -------------- | ---------- | ----- | --------------------- |
| Newman/Haas Racing       | Lola        | Chevrolet      | G          | 3     | Michael Andretti      |
| Newman/Haas Racing       | Lola        | Chevrolet      | G          | 6     | Mario Andretti        |
| Doug Shierson Racing     | Lola        | Judd           | G          | 11/28 | Scott Goodyear        |
| Doug Shierson Racing     | Lola        | Chevrolet      | G          | 30    | Arie Luyendyk         |
| Patrick Racing           | March/ Lola | Alfa Romeo     | G          | 20    | Roberto Guerrero      |
| Patrick Racing           | March/ Lola | Alfa Romeo     | G          | 40    | Al Unser              |
| / Porsche North America  | March       | Porsche        | G          | 4     | Teo Fabi              |
| / Porsche North America  | March       | Porsche        | G          | 41    | John Andretti         |
| Marlboro Team Penske     | Penske      | Chevrolet      | G          | 1     | Emerson Fittipaldi    |
| Marlboro Team Penske     | Penske      | Chevrolet      | G          | 2     | Rick Mears            |
| Marlboro Team Penske     | Penske      | Chevrolet      | G          | 7     | Danny Sullivan        |
| Galles/Kraco Racing      | Lola        | Chevrolet      | G          | 5     | Al Unser Jr.          |
| Galles/Kraco Racing      | Lola        | Chevrolet      | G          | 18    | Bobby Rahal           |
| Truesports               | Lola        | Judd           | G          | 8/19  | Raul Boesel           |
| Truesports               | Lola        | Judd           | G          | 21    | Geoff Brabham         |
| Chip Ganassi Racing      | Penske/Lola | Chevrolet      | G          | 15/25 | Eddie Cheever         |
| Leader Card Racing       | Lola        | Cosworth       | G          | 29    | Pancho Carter         |
| Leader Card Racing       | Lola        | Cosworth       | G          | 29    | Wally Dallenbach Jr.  |
| U.S. Engineering         | Lola        | Cosworth       | G          | 44    | Jeff Wood             |
| Bettenhausen Motorsports | Lola        | Cosworth/Buick | G          | 16    | Tony Bettenhausen Jr. |
| Bettenhausen Motorsports | Lola        | Cosworth/Buick | G          | 16    | Guido Daccò           |
| Euromotorsport           | Lola        | Cosworth       | G          | 50    | Guido Daccò           |
| Euromotorsport           | Lola        | Cosworth       | G          | 50    | Mike Groff            |
| Greenfield Engineering   | Lola        | Cosworth       | G          | 42    | Michael Greenfield    |
| Team Menard              | Lola        | Buick          | G          | 51/15 | Jim Crawford          |
| Team Menard              | Lola        | Buick          | G          | 51    | Gary Bettenhausen     |
| Team Menard              | Lola        | Buick          | G          | 51    | George Snider         |
| Team Menard              | Lola        | Buick          | G          | 51    | Steve Barclay         |
| Arciero Racing           | Penske      | Buick/Cosworth | G          | 12    | Randy Lewis           |
| Arciero Racing           | Penske      | Buick/Cosworth | G          | 24    | Steve Bren            |
| Arciero Racing           | Penske      | Buick/Cosworth | G          | 24    | Buddy Lazier          |
| Arciero Racing           | Penske      | Buick/Cosworth | G          | 8     | Rich Vogler           |
| Dick Simon Racing        | Lola        | Cosworth       | G          | 10    | Hiro Matsushita       |
| Dick Simon Racing        | Lola        | Cosworth       | G          | 22    | Scott Brayton         |
| Dick Simon Racing        | Lola        | Cosworth       | G          | 23/10 | Tero Palmroth         |
| Dick Simon Racing        | Lola        | Cosworth       | G          | 23    | Joe Sposato           |
| Dale Coyne Racing        | Lola        | Cosworth       | G          | 19/39 | Dean Hall             |
| Gohr Racing              | Lola        | Cosworth       | G          | 56    | Rocky Moran           |
| Gohr Racing              | Lola        | Cosworth       | G          | 56    | Jon Beekhuis          |
| Gohr Racing              | Lola        | Cosworth       | G          | 56    | John Morton           |
| Gohr Racing              | Lola        | Cosworth       | G          | 56    | Fulvio Ballabio       |
| A. J. Foyt Enterprises   | Lola        | Chevrolet      | G          | 14    | A. J. Foyt            |
| A. J. Foyt Enterprises   | Lola        | Chevrolet      | G          | 14    | Didier Theys          |
| Granatelli Racing        | Lola/Penske | Buick          | G          | 9/70  | Didier Theys          |
| Granatelli Racing        | Lola/Penske | Buick          | G          | 11    | Kevin Cogan           |
| Granatelli Racing        | Lola/Penske | Buick          | G          | 9     | Tom Sneva             |
| Bayside Motorsports      | Lola        | Cosworth       | G          | 86    | Dominic Dobson        |
| P. I. G. Racing          | Lola        | Judd           | G          | 31    | Jon Beekhuis          |
| Raynor Racing            | Lola        | Judd           | G          | 25    | Willy T. Ribbs        |
| Mann Motorsports         | Lola        | Buick          | G          | 93    | John Paul Jr.         |
| Mann Motorsports         | Lola        | Buick          | G          | 93    | Steve Chassey         |
| Hemelgarn Racing         | Lola        | Buick          | G          | 71/81 | Billy Vukovich III    |
| Hemelgarn Racing         | Lola        | Buick          | G          | 71/91 | Buddy Lazier          |
| Kent Baker Racing        | Lola        | Buick          | G          | 97    | Stan Fox              |
| Andale Racing            | Lola        | Buick          | G          | 69    | Bernard Jourdain      |
| Burns Racing Team        | Lola        | Judd           | G          | 66    | Guido Daccò           |
| TEAMKAR International    | Lola        | Cosworth       | G          | 27/98 | Jeff Andretti         |
| TEAMKAR International    | Lola        | Cosworth       | G          | 98    | Kenji Momota          |
| Conseco Racing           | Lola        | Cosworth       | G          | 17    | Kevin Cogan           |
| Conseco Racing           | Lola        | Cosworth       | G          | 17    | Johnny Rutherford     |
| Walther Motorsports      | Penske      | Cosworth       | G          | 77    | Salt Walther          |
| Nu-Tech Motorsports      | Lola        | Cosworth       | G          | 33    | Guido Daccò           |
| Spirit of Vancouver      | Lola        | Cosworth       | G          | 27    | Ross Bentley          |

## Resultados de la Temporada

### Calendario y Resultados
| Rond. | Fecha            | Circuito                                       | Comp.                                              | Localización                  | Pole position      | Ganador            | Equipo Ganador       |
| ----- | ---------------- | ---------------------------------------------- | -------------------------------------------------- | ----------------------------- | ------------------ | ------------------ | -------------------- |
| 1     | 8 de abril       | Phoenix Checker Autoworks 200                  | Phoenix International Raceway                      | Phoenix, Arizona              | Rick Mears         | Rick Mears         | Team Penske          |
| 2     | 22 de abril      | Toyota Gran Premio de Long Beach               | Circuito callejero de Long Beach                   | Long Beach, California        | Al Unser Jr.       | Al Unser Jr.       | Galles Racing        |
| 3     | 27 de mayo       | 74.ª edición de las 500 Millas de Indianápolis | Indianapolis Motor Speedway                        | Speedway, Indiana             | Emerson Fittipaldi | Arie Luyendyk      | Doug Shierson Racing |
| 4     | 3 de junio       | Dana-Rex Mays 200                              | Milwaukee Mile                                     | West Allis, Wisconsin         | Rick Mears         | Al Unser Jr.       | Galles-Kraco Racing  |
| 5     | 17 de junio      | Valvoline Gran Premio de Detroit               | Circuito Callejero de Detroit - Circuito Fórmula 1 | Detroit, Míchigan             | Michael Andretti   | Michael Andretti   | Newman/Haas Racing   |
| 6     | 24 de junio      | Budweiser/G. I. Joe's 200 de Portland          | Portland International Raceway                     | Portland, Oregón              | Danny Sullivan     | Michael Andretti   | Newman/Haas Racing   |
| 7     | 8 de julio       | Gran Premio de Cleveland                       | Circuito Burke Lakefront Airport                   | Cleveland, Ohio               | Rick Mears         | Danny Sullivan     | Team Penske          |
| 8     | 15 de julio      | Gran Premio de Meadowlands                     | Circuito Callejero de Meadowlands Sports Complex   | East Rutherford, Nueva Jersey | Michael Andretti   | Michael Andretti   | Newman/Haas Racing   |
| 9     | 22 de julio      | Molson Indy Toronto                            | Circuito Callejero Exhibition Place de Toronto     | Toronto, Ontario              | Danny Sullivan     | Al Unser Jr.       | Galles-Kraco Racing  |
| 10    | 5 de agosto      | Marlboro 500                                   | Michigan International Speedway                    | Brooklyn, Míchigan            | Emerson Fittipaldi | Al Unser Jr.       | Galles-Kraco Racing  |
| 11    | 26 de agosto     | Texaco/Havoline Gran Premio de Denver          | Circuito Callejero Denver                          | Denver, Colorado              | Teo Fabi           | Al Unser Jr.       | Galles-Kraco Racing  |
| 12    | 2 de septiembre  | Molson Indy Vancouver                          | Circuito Callejero de la Ciudad de Vancouver       | Vancouver, Columbia Británica | Michael Andretti   | Al Unser Jr.       | Galles-Kraco Racing  |
| 13    | 16 de septiembre | Escort Radar Warning 200 de Mid-Ohio           | Mid-Ohio Sports Car Course                         | Lexington, Ohio               | Michael Andretti   | Michael Andretti   | Newman/Haas Racing   |
| 14    | 23 de septiembre | Race for Life 200 de Road America              | Road America                                       | Elkhart Lake, Wisconsin       | Danny Sullivan     | Michael Andretti   | Newman/Haas Racing   |
| NP    | 6 de octubre     | Marlboro Challenge                             | Nazareth Speedway                                  | Nazareth, Pensilvania         | Michael Andretti   | Rick Mears         | Penske Racing        |
| 15    | 7 de septiembre  | Bosch Spark Plug Gran Premio de Nazareth       | Nazareth Speedway                                  | Nazareth, Pensilvania         | Bobby Rahal        | Emerson Fittipaldi | Penske Racing        |
| 16    | 21 de octubre    | Champion Spark Plug 300 de Laguna Seca         | Mazda Raceway Laguna Seca                          | Monterey, California          | Danny Sullivan     | Danny Sullivan     | Team Penske          |

     Óvalo
     Circuito
     Competencia No Puntuable para el Campeonato

### Estadísticas Finales
| Pos. | Piloto                | PHX | LBH | INDY 500 | MIL | DET | POR | CLE | MEA | TOR | MIC | DEN | VAN | MDO | ROA | NAZ | LAG | Puntos |
| ---- | --------------------- | --- | --- | -------- | --- | --- | --- | --- | --- | --- | --- | --- | --- | --- | --- | --- | --- | ------ |
| 1    | Al Unser Jr.          | 3   | 1*  | 4        | 1   | 27  | 3   | 15* | 11  | 1*  | 1   | 1*  | 1*  | 3   | 4   | 16  | 2   | 210    |
| 2    | Michael Andretti      | 20  | 4   | 20       | 5*  | 1*  | 1*  | 25  | 1*  | 2   | 15  | 5   | 20  | 1*  | 1   | 5   | 3   | 181    |
| 3    | Rick Mears            | 1*  | 6   | 5        | 2   | 4   | 5   | 8   | 2   | 12  | 14  | 7   | 4   | 7   | 3   | 2   | 4   | 168    |
| 4    | Bobby Rahal           | 2   | 12  | 2        | 4   | 2   | 11  | 2   | 25  | 22  | 2   | 3   | 8   | 6   | 7   | 3   | 5   | 153    |
| 5    | Emerson Fittipaldi    | 5   | 2   | 3*       | 3   | 7   | 9   | 3   | 6   | 20  | 17* | 18  | 6   | 12  | 2   | 1*  | 6   | 144    |
| 6    | Danny Sullivan        | 6   | 3   | 32       | 8   | 14  | 4   | 1   | 14  | 4   | 21  | 2   | 2   | 5   | 16* | 18  | 1*  | 139    |
| 7    | Mario Andretti        | 4   | 5   | 27       | 21  | 25  | 2   | 4   | 24  | 6   | 3   | 4   | 3   | 2   | 5   | 4   | 26  | 136    |
| 8    | Arie Luyendyk         | 9   | 7   | 1        | 19  | 5   | 6   | 6   | 4   | 5   | 19  | 13  | 26  | 21  | 6   | 17  | 9   | 90     |
| 9    | Eddie Cheever         | 7   | 13  | 8        | 11  | 3   | 19  | 16  | 21  | 3   | 4   | 20  | 14  | 4   | 9   | 6   | 10  | 80     |
| 10   | John Andretti         | 17  | 21  | 21       | 7   | 22  | 21  | 5   | 7   | 13  | 7   | 6   | 5   | 13  | 22  | 19  | 8   | 51     |
| 11   | A.J. Foyt             | 22  | 24  | 6        | 9   | 17  | 10  | 7   | 5   | 16  | 6   | 10  | 13  | 15  | 20  |     |     | 42     |
| 12   | Raul Boesel           | 18  | 8   | 28       | 6   | 6   | 18  | 20  | 13  | 10  | 9   | 28  | 19  | 9   | 10  | 8   | 11  | 42     |
| 13   | Scott Goodyear        | 10  | 17  | 10       | 10  | 8   | 22  | 18  | 17  | 9   | 10  | 8   | 7   | 22  | 12  | 10  | 14  | 36     |
| 14   | Teo Fabi              | 24  | 10  | 18       | 12  | 24  | 7   | 13  | 3   | 15  | 24  | 27  | 16  | 19  | 25  | 11  | 7   | 33     |
| 15   | Scott Brayton         | 13  | 9   | 7        | 20  | 10  | 25  | 22  | 9   | 14  | 16  | 12  | 9   | 8   | 13  | 12  | 24  | 28     |
| 16   | Roberto Guerrero      | 16  | 14  | 23       | 18  | 21  | 8   | 19  | 15  |     | 5   | 17  | 24  | 26  | 8   | 9   | 18  | 24     |
| 17   | Mike Groff            |     |     | DNQ      |     | 15  | 23  | 9   | 26  | 11  | 11  | 14  | 22  | 10  | 17  | 7   | 15  | 17     |
| 18   | Didier Theys          | 14  | 11  | 11       |     | 13  | 20  | 23  | 28  | 7   |     | 9   | 25  | 16  |     |     | 12  | 15     |
| 19   | Dominic Dobson        | 23  | 15  | 22       |     | 26  | 24  |     | 8   | 8   |     | 25  | 11  |     | 19  |     | 20  | 12     |
| 20   | Pancho Carter         | 8   |     | 29       | 15  | 9   | 15  | 14  | 18  | 18  | 18  |     |     |     |     |     |     | 9      |
| 21   | Jon Beekhuis          |     | 16  |          |     | 18  |     |     |     | 25  | 8   | 22  | 21  | 24  | 11  |     | 27  | 7      |
| 22   | Jeff Wood             | 11  |     | DNQ      |     | 11  |     | 10  | 20  | 24  | 25  | 19  |     | 14  | 23  |     | 19  | 7      |
| 23   | Kevin Cogan           |     |     | 9        |     |     |     |     |     |     | 20  |     |     |     |     |     |     | 4      |
| 24   | Tony Bettenhausen Jr. |     | DNQ | 26       | 13  | 16  | 17  | 12  | 10  | 26  | 22  | 24  |     | 20  | DNS | 22  |     | 4      |
| 25   | Dean Hall             | 15  | 18  | 17       | 16  | 23  | 14  | 11  | 19  | 19  | 23  | 23  | 15  | 11  | 15  |     | 21  | 4      |
| 26   | Willy T. Ribbs        |     | 20  |          |     | 20  |     |     | 23  | 27  |     | 26  | 10  | 27  |     |     | 13  | 3      |
| 27   | Wally Dallenbach Jr.  |     |     |          |     |     |     |     |     |     |     | 11  |     | 18  |     |     | 25  | 2      |
| 28   | Randy Lewis           | 21  | 22  | 14       | 14  | 12  | 16  | 21  | 22  | 17  | 12  | 16  | 17  | 28  | 21  | 20  | 22  | 2      |
| 29   | Guido Daccò           | 12  | 23  | DNQ      |     | DNQ |     |     |     | 23  |     |     |     |     | 14  | 13  | 16  | 1      |
| 30   | Buddy Lazier          |     |     | DNQ      |     | DNQ | 13  | 24  |     | DNS | 26  | DNQ | 12  | 23  | DNS | 14  |     | 1      |
| 31   | Hiro Matsushita       |     | 19  | DNQ      |     | 19  | 12  |     | 16  |     |     | 15  | 23  | 17  | 18  | 21  | 23  | 1      |
| 32   | Michael Greenfield    |     |     |          | DNS |     |     | 17  | 12  | 21  |     | 21  |     | 25  | 24  | 15  |     | 1      |
| 33   | Tero Palmroth         |     |     | 12       |     | 28  |     |     | 27  |     | DNS |     |     |     |     |     |     | 1      |
| 34   | Billy Vukovich III    |     |     | 24       |     |     |     |     |     |     | 13  |     |     |     |     |     |     | 0      |
| 35   | Al Unser              |     |     | 13       |     |     |     |     |     |     | DNS |     |     |     |     |     |     | 0      |
| 36   | Jim Crawford          | 19  |     | 15       |     |     |     |     |     |     |     |     |     |     |     |     |     | 0      |
| 37   | John Paul Jr.         |     |     | 16       |     |     |     |     |     |     |     |     |     |     |     |     |     | 0      |
| 38   | Jeff Andretti         |     |     | DNQ      | 17  |     |     |     |     |     |     |     |     |     |     |     |     | 0      |
| 39   | Joe Sposato           |     |     |          |     |     |     |     |     |     |     |     |     |     |     |     | 17  | 0      |
| 40   | Ross Bentley          |     |     |          |     |     |     |     |     |     |     |     | 18  |     |     |     |     | 0      |
| 41   | Geoff Brabham         |     |     | 19       |     |     |     |     |     |     |     |     |     |     |     |     |     | 0      |
| 42   | Steve Bren            |     | 25  |          |     |     |     |     |     |     |     |     |     |     |     |     |     | 0      |
| 43   | Rocky Moran           |     |     | 25       |     |     |     |     |     |     |     |     |     |     |     |     |     | 0      |
| 44   | Tom Sneva             |     |     | 30       |     |     |     |     |     |     |     |     |     |     |     |     |     | 0      |
| 45   | Gary Bettenhausen     |     |     | 31       |     |     |     |     |     |     |     |     |     |     |     |     |     | 0      |
| 46   | Stan Fox              |     |     | 33       |     |     |     |     |     |     |     |     |     |     |     |     |     | 0      |
| -    | Fulvio Ballabio       |     |     |          |     |     |     |     |     |     |     |     |     |     |     |     | DNQ | 0      |
| -    | Steve Barclay         |     |     | DNQ      |     |     |     |     |     |     |     |     |     |     |     |     |     | 0      |
| -    | Steve Chassey         |     |     | DNQ      |     |     |     |     |     |     |     |     |     |     |     |     |     | 0      |
| -    | Bernard Jourdain      |     |     | DNQ      |     |     |     |     |     |     |     |     |     |     |     |     |     | 0      |
| -    | Kenji Momota          |     |     | DNQ      |     |     |     |     |     |     |     |     |     |     |     |     |     | 0      |
| -    | John Morton           |     |     |          |     | DNQ |     |     |     |     |     |     |     |     |     |     |     | 0      |
| -    | Johnny Rutherford     |     |     | DNQ      |     |     |     |     |     |     |     |     |     |     |     |     |     | 0      |
| -    | George Snider         |     |     | DNQ      |     |     |     |     |     |     |     |     |     |     |     |     |     | 0      |
| -    | Rich Vogler           |     |     | DNQ      |     |     |     |     |     |     |     |     |     |     |     |     |     | 0      |
| -    | Salt Walther          |     |     | DNQ      |     |     |     |     |     |     | DNS |     |     |     |     |     |     | 0      |
| Pos. | Piloto                | PHX | LBH | INDY 500 | MIL | DET | POR | CLE | MEA | TOR | MIC | DEN | VAN | MDO | ROA | NAZ | LAG | Puntos |

| Color       | Resultados                    |
| ----------- | ----------------------------- |
| Oro         | Ganador                       |
| Plata       | 2° Lugar                      |
| Bronce      | 3° Lugar                      |
| Verde       | 4° y 5° Lugar                 |
| Azul claro  | 6° – 10° Lugar                |
| Azul oscuro | Finalizó (Fuera del Top 10)   |
| Púrpura     | No acabaron la carrera        |
| Rojo        | No lograron calificarse (DNQ) |
| Marrón      | No Arrancó (DNS)              |
| Negro       | Descalificado (DSQ)           |
| Blanco      | No Arrancó (DNS)              |
| Blanco      | Abandono por carrera (C)      |
| Sin color   | No participó                  |

| In-line notation                                                            | |
| Negrita                                                                     | Pole position (1 punto; excepto en Indy y Iowa)                                                            |
| 1 Como la clasificación fue cancelada, no se otorgan el punto al polesitter | |
| Cursiva                                                                     | Vuélta más rápida                                                                                          |
| *                                                                           | Mayor Número de vueltas lideradas (2 puntos)                                                               |
| DNS                                                                         | Piloto que no calificó No logró arrancar (DNS), gana la 1/2 de los Puntos por haber calificado/participado |
| Novato del Año                                                              | |
| Novato                                                                      | |

### Sistema de Puntuación
Los puntos para la temporada se otorgaron sobre la base de los lugares obtenidos por cada conductor (independientemente de que si el coche está en marcha hasta el final de la carrera):
| Posición | 1  | 2  | 3  | 4  | 5  | 6 | 7 | 8 | 9 | 10 | 11 | 12 |
| Puntos   | 20 | 16 | 14 | 12 | 10 | 8 | 6 | 5 | 4 | 3  | 2  | 1  |

#### Puntos de bonificación
- 1 Punto Para la Pole Position
- 1 Punto por liderar la mayoría de vueltas de la carrera